# Lenguas atsina-arapaho
Las lenguas atsina-arapaho son un subgrupo de las lenguas algonquinas de las llanuras las lenguas de este grupo son el nawathinehena, el arapaho, el gros ventre. El primero de ellos está extintnto, mientras que el arapaho y el gros ventre actualmente están en peligro de extinción.
Además existe una lista de vocabulario recogida por Kroeber para otra lengua más, llamada besawunena, aunque esta sólo difiere muy ligeramente del arapaho aunque algunas palabras presentan cambios con los del gros ventre (los últimos hablantes de esta variante habrían vivido a finales de los años 1920 entre los arapahos septentrionales). Otra variedad, actualmente extinta del arapaho parece ser el ha'anahawunena, aunque sobre esta no existe documentación disponible.